# Liste du patrimoine immobilier classé de Houyet
Cette page regroupe l'ensemble du patrimoine immobilier classé de la ville belge de Houyet.
| Objet | Année de construction / Architecte | Adresse | Section communale | Coordonnées                      | Numéro d’inventaire | Illustration |
| --- | ---------------------------------- | ------- | ----------------- | -------------------------------- | ------------------- | --- |
| Chêne séculaire situé au lieu-dit Petite Couture |                                    |         | Houyet            | 50° 10′ 40″ nord, 5° 00′ 56″ est | 91072-CLT-0002-01   | Image manquanteTéléverser |
| L'église Saint-Hadelin, ancienne Collégiale |                                    |         | Celles            | 50° 13′ 44″ nord, 5° 00′ 30″ est | 91072-CLT-0003-01   | L'église Saint-Hadelin, ancienne Collégiale |
| Le Château de Vêves |                                    |         | Celles            | 50° 13′ 15″ nord, 4° 58′ 57″ est | 91072-CLT-0004-01   | Le Château de Vêves |
| Ensemble formé par le château de Vêves et les terrains environnants                                                                                        |                                    |         | Celles            | 50° 13′ 08″ nord, 4° 58′ 37″ est | 91072-CLT-0005-01   | Image manquanteTéléverser |
| Tour de l'ancienne église Saint-Clément |                                    |         | Finnevaux         | 50° 09′ 28″ nord, 4° 56′ 43″ est | 91072-CLT-0007-01   | Image manquanteTéléverser |
| Aiguilles de Chaleux |                                    |         | Hulsonniaux       | 50° 13′ 18″ nord, 4° 57′ 02″ est | 91072-CLT-0008-01   | Aiguilles de Chaleux |
| Aiguilles de Chaleux : extension du site |                                    |         | Hulsonniaux       | 50° 13′ 06″ nord, 4° 57′ 04″ est | 91072-CLT-0009-01   | Image manquanteTéléverser |
| Chapelle Saint-Roch (M) et ensemble formé par cet édifice et ses abords (S)                                                                                |                                    |         | Houyet            | 50° 11′ 23″ nord, 5° 00′ 15″ est | 91072-CLT-0010-01   | Image manquanteTéléverser |
| Totalité de la chapelle Notre-Dame de Grâce (M) et ensemble formé par la chapelle et ses abords (S)                                                        |                                    |         | Hour              | 50° 09′ 13″ nord, 5° 01′ 54″ est | 91072-CLT-0011-01   | Image manquanteTéléverser |
| L'ensemble de l'église Saint-Hadelin à l'exception de la chapelle funéraire néoromane nord, de la sacristie et de l'orgue (partie instrumentale et buffet) |                                    |         | Celles            | 50° 13′ 44″ nord, 5° 00′ 30″ est | 91072-PEX-0001-01   | L'ensemble de l'église Saint-Hadelin à l'exception de la chapelle funéraire néoromane nord, de la sacristie et de l'orgue (partie instrumentale et buffet) |
| Les façades et toitures du Château de Vêves |                                    |         | Houyet            | 50° 13′ 15″ nord, 4° 58′ 57″ est | 91072-PEX-0002-01   | Image manquanteTéléverser |
| Les aiguilles de Chaleux |                                    |         | Hulsonniaux       | 50° 13′ 18″ nord, 4° 57′ 02″ est | 91072-PEX-0003-01   | Image manquanteTéléverser |
| Les aiguilles de Chaleux : extension du site |                                    |         | Hulsonniaux       | 50° 13′ 06″ nord, 4° 57′ 04″ est | 91072-PEX-0004-01   | Image manquanteTéléverser |